# Reformacija
Reformácija je bilo versko, kulturno in politično gibanje v 16. stoletju, katerega cilj je bila preureditev rimskokatoliške Cerkve.
Njen glavni začetnik je nemški katoliški duhovnik in avguštinski menih Martin Luther, ki je 31. oktobra 1517 na vrata cerkve v nemškem mestu Wittenberg pribil liste s 95 tezami »o moči odpustkov«, kjer je spodbijal del tedanje doktrine o odpustkih za mrtve v vicah (ni pa še obsojal drugih slabosti tedanje Cerkve). Glavni Luthrov ugovor je bil, da duhovnik mrtvim ne more dati nobenega odpustka, ker duhovniška oblast ne seže na oni svet, v vice; nenazadnje ga je motilo, da je bil denar od odpustkov namenjen gradnji Bazilike sv. Petra v Rimu (Cerkev si je v tem obdobju delila sodno oblast. Zato je namesto, da bi obtoženi odšel v zapor kupil odpustek in ostal svoboden).  Luther je sprva zahteval le reformo katoliške cerkve, ker pa ga je ta zavrnila, se je oblikovala nova cerkvena organizacija, luteranska cerkev.
Lutrove podpornike imenujemo oz. se imenujejo protestanti.
Prve kritike katoliške cerkve so se pojavile že v 14. stoletju. Anglež John Wycliffe in Čeh Jan Hus sta nastopila proti bogatenju cerkve in poudarila, da je edini vir vere Biblija, zato naj jo duhovniki razlagajo v domačem jeziku. Jana Husa so zaradi njegovega prepričanja sežgali na grmadi.
Luthra je papež zaradi upora izobčil iz Cerkve, kasneje pa ga je izobčil tudi cesar. Zaradi reformacije je prišlo do razkola v Cerkvi; na severu Evrope so bili, grobo rečeno, protestanti, na jugu pa katoliki.
Luther je med drugim zahteval naslednje:
- naj bo cerkev revna in preprosta, prav tako tudi bogoslužje,
- zavzemal se je proti čaščenju svetnikov in relikvij,
- cerkev se ne sme postavljati nad državo
- vsak vernik naj sam bere Sveto pismo v svojem maternem jeziku

Zadnja zahteva je pomembno vplivala na razvoj književnosti v ljudskih jezikih, med drugim tudi na slovensko književnost. V obdobju reformacije so se pojavile prve slovenske knjige. Leta 1550 je protestant Primož Trubar izdal Abecednik in Katekizem. Pomembni deli sta tudi Bohoričeva slovnica Zimske urice in Kreljeva Otročja biblija. Nastajali so prevodi Svetega pisma v številne evropske jezike, v slovenščino je Sveto pismo prevedel Jurij Dalmatin.
Reformacija se je torej razširila po vsej Evropi. Po drugih deželah so svoje nauke, podobne Luthrovim, širili Jean Calvin in Huldreich Zwingli v Švici, hugenoti v Franciji in drugi. V Angliji se je kralj Henrik VIII. odločil, da bo prekinil odnose s papežem in osnoval samostojno anglikansko cerkev, katere poglavar je angleški kralj.
Boj Rimskokatoliške cerkve proti reformatorjem imenujemo protireformacija.
Posledice reformacije:
Spremeni se verska podoba Evrope, poveča se tudi pomen izobraževanja, šol, širila se je tudi pismenost in uporaba ljudskih jezikov (želja po branju biblije), pojavijo pa se tudi zametki demokracije-enakost vernikov.